# Cerkiew Przemienienia Pańskiego w Mrągowie
Cerkiew pod wezwaniem Przemienienia Pańskiego – prawosławna cerkiew parafialna w Mrągowie. Należy do dekanatu Olsztyn diecezji białostocko-gdańskiej Polskiego Autokefalicznego Kościoła Prawosławnego.
Świątynia znajduje się przy ulicy Franklina Delano Roosevelta.

## Opis
Wybudowana w latach 1895–1896 jako synagoga. W 1939 została zdewastowana przez hitlerowców. Później obiekt służył baptystom. W 1958 wnętrze zostało dostosowane do potrzeb liturgii prawosławnej.
Murowany z cegły budynek dawnej synagogi wzniesiono na planie prostokąta w stylu neoromańskim. Do dziś zachował się wystrój zewnętrzny, okna witrażowe, wnęka po tablicach Dekalogu nad drzwiami wejściowymi, stolarka, ślusarka oraz podest przy ścianie wschodniej.
Pod koniec lat 90. XX w. cerkiew gruntownie wyremontowano; konsekracja świątyni (dokonana przez metropolitę warszawskiego i całej Polski Sawę oraz biskupa białostockiego i gdańskiego Jakuba) miała miejsce 22 sierpnia 1999.
Od 2008 r. świątynia jest iluminowana.
Cerkiew została wpisana do rejestru zabytków 14 marca 1996 pod nr 1567.

## Galeria

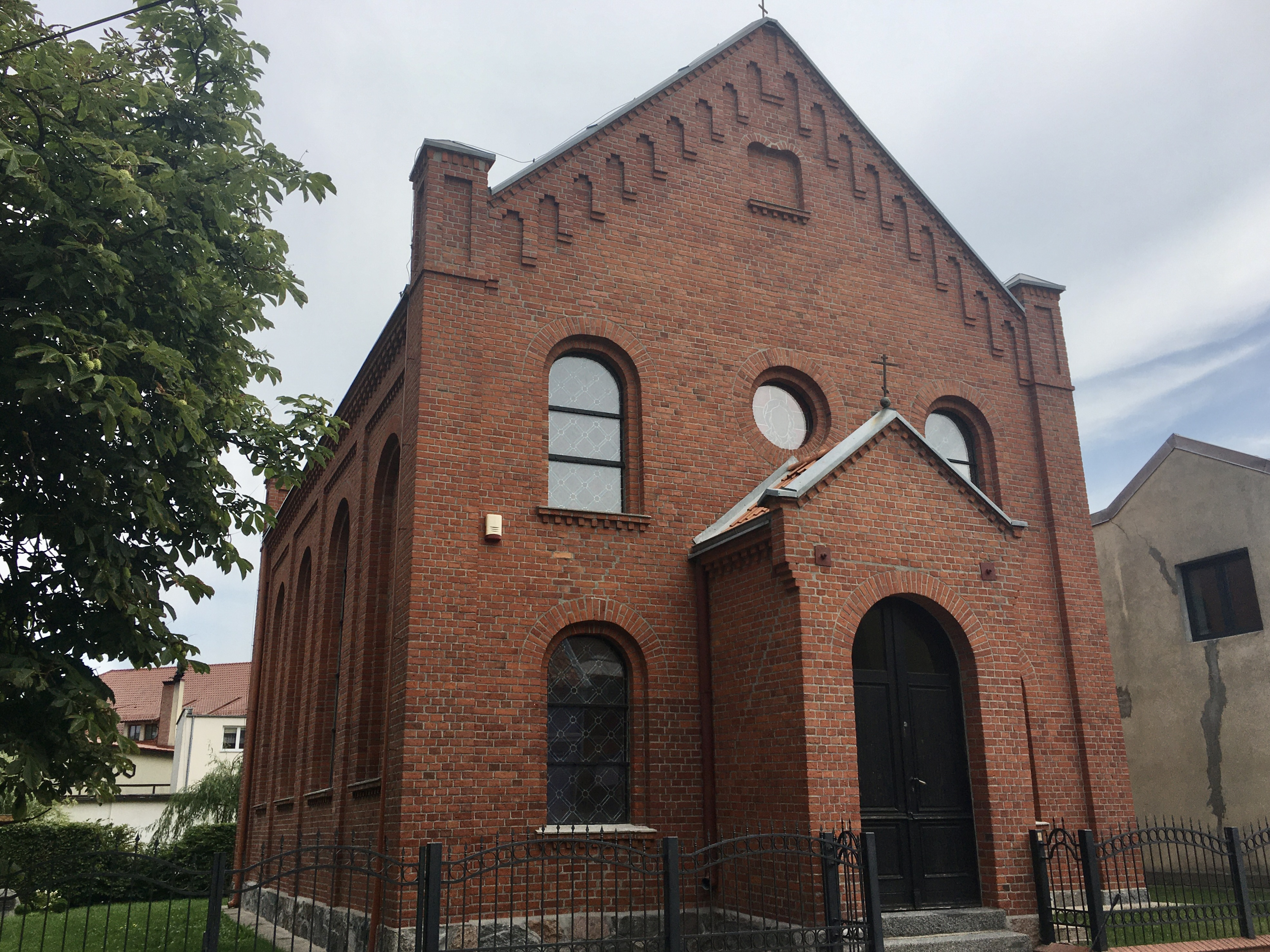
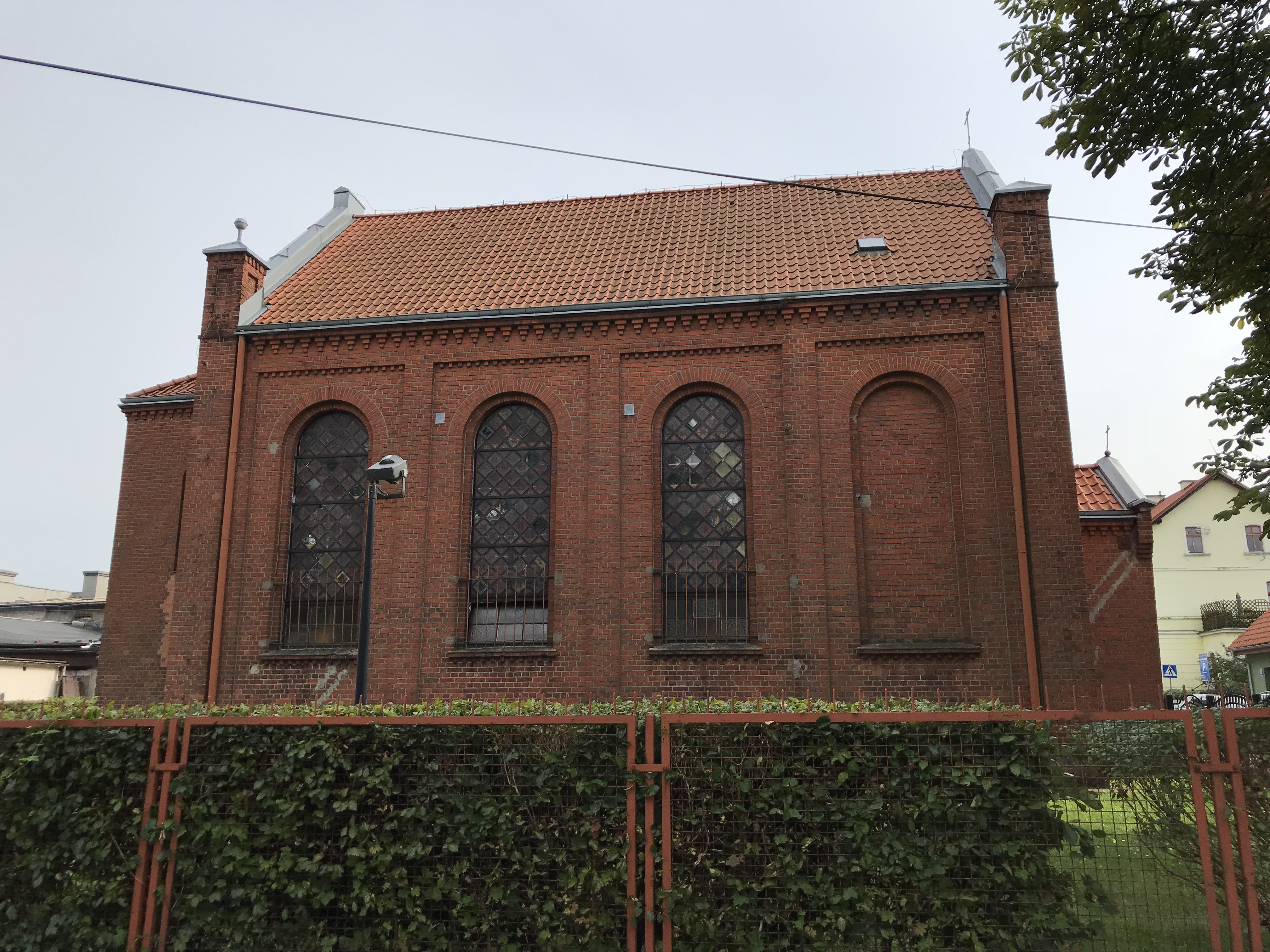